# Lincoln (árbol)

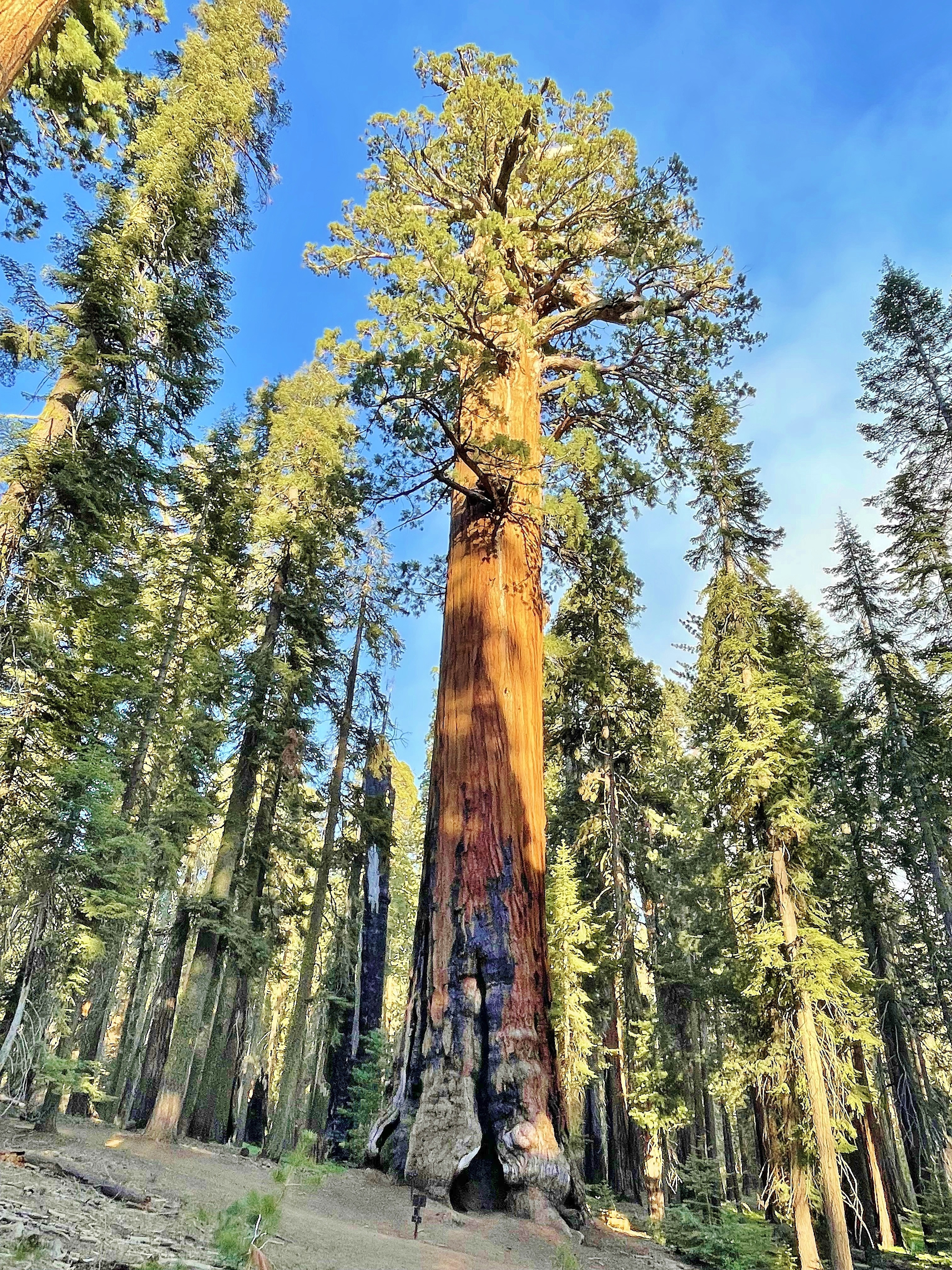
Árbol Lincoln en el parque nacional de las Secuoyas, el cuarto árbol más grande del mundo (junio de 2022).

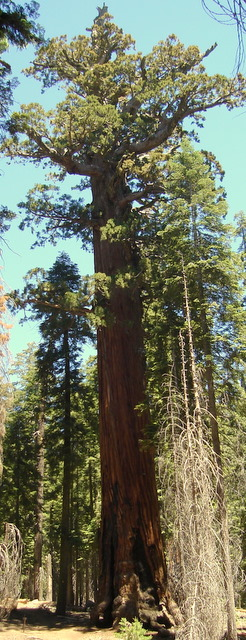
Lincoln Tree en julio de 2007.

Lincoln es el nombre de una enorme secuoya gigante ubicada en el  bosque Gigante en el parque nacional de las Secuoyas. Actualmente es considerado por muchos como el cuarto árbol más grande del mundo. Fue nombrado así para honrar el decimosexto presidente de los Estados Unidos, Abraham Lincoln.

## Descripción
El árbol Lincoln presenta una base irregular con cicatrices de quemaduras prominentes en sus caras del norte, sur y oeste. Se puede ver un pequeño nudo blanco en su cara del noreste. La parte superior del Lincoln aparece blanqueada con muchas ramas grandes apuntando hacia afuera.

## Dimensiones
Wendell Flint, en su libro To Find The Biggest Tree, Sequoia Natural History Association (2002), afirmó que el árbol Lincoln tiene un volumen de 44 471 pies cúbicos (1259,3 m³)  Sin embargo, White y Pusateri, en Sequoia and Kings Canyon National Parks, Stanford University Press (1949) indicaron que el volumen del árbol Lincoln, basado en mediciones realizadas en la década de 1930 tiene 51 000 pies cúbicos (1444,2 m³) de volumen, lo que lo convertiría en el segundo árbol más grande del mundo, después del árbol General Sherman.
Wendell Flint fue algo crítico con las mediciones anteriores y afirmó que pensaba que era apropiado excluir una parte de la base irregular del árbol de sus cálculos de volumen, lo que, además de algunas diferencias de extrapolación de las mediciones anteriores, explica el más pequeño volumen de 44 471 pies cúbicos (1259,3 m³) que obtuvo en comparación con la figura anterior. Aunque optó por excluirlo, Flint afirmó que la parte excluida de la base podría incluirse fácilmente en los cálculos, lo que presumiblemente llevaría al volumen alternativo de 51 000 pies cúbicos (1444,2 m³).
El árbol Lincoln tiene un diámetro de base máximo de 36,4 pies.
|                                       | Metros  | Pies     |
| Altura sobre la base                  | 80.0    | 256.1    |
| Circunferencia en el suelo            | 30.1    | 98.5     |
| Diámetro 1.5 m sobre la base          | 7.5     | 24.6     |
| Volumen de cilindro estimado (m³.ft³) | 1,259.0 | 44,471.0 |